# Wyższe Seminarium Duchowne we Włocławku

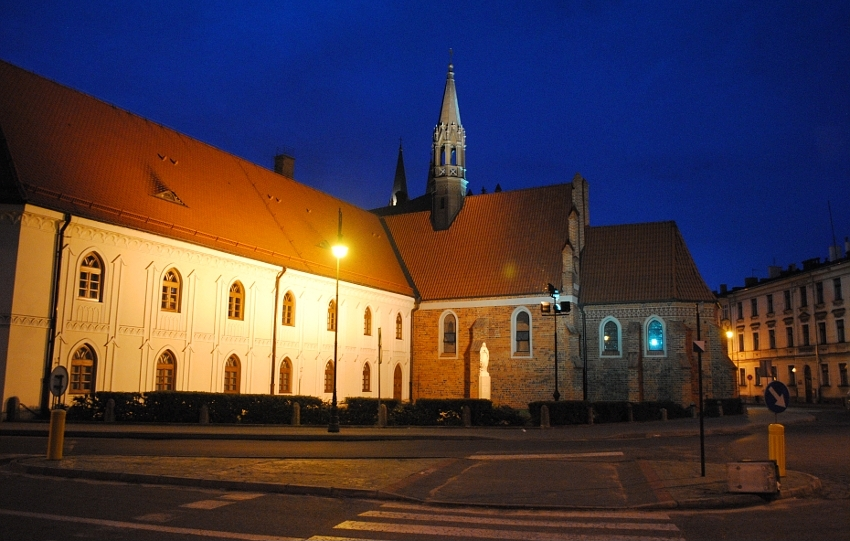
Biblioteka WSD oraz Kościół św. Witalisa

Wyższe Seminarium Duchowne Diecezji Włocławskiej we Włocławku im. bł. Stefana Wyszyńskiego – rzymskokatolickie seminarium duchowne działające w ramach struktur Wydziału Teologicznego Uniwersytetu Mikołaja Kopernika w Toruniu. Zostało erygowane 16 sierpnia 1569 r. przez ordynariusza kujawsko-pomorskiego bpa Stanisława Karnkowskiego. W momencie założenia było pierwszym seminarium duchownym w Królestwie Polskim.

## Historia

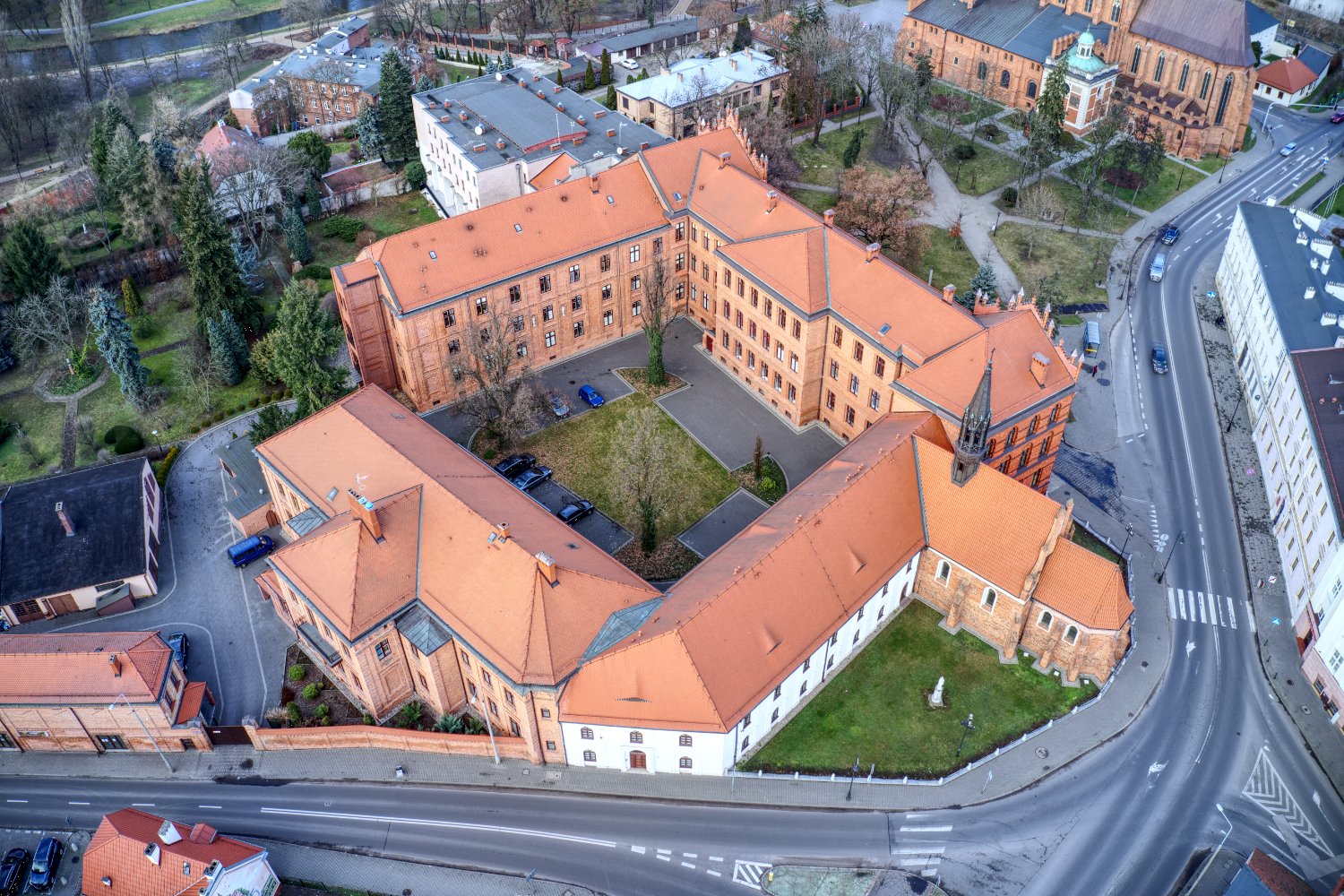
Wyższe Seminarium Duchowne we Włocławku (2023 r.)

Brak należytego pomieszczenia, trwałego funduszu i zarazy nawiedzające Włocławek nie sprzyjały rozwojowi seminarium. W 1581 r. praktycznie przestało ono istnieć. W 1619 r. seminarium otrzymało własny, piętrowy budynek. Wielkim wydarzeniem dla seminarium włocławskiego było ukazanie się w 1909 r. pierwszego zeszytu czasopisma teologicznego „Ateneum Kapłańskie”, które powstało z inicjatywy ówczesnego rektora seminarium, ks. Idziego Radziszewskiego. W ostatnim roku przed wybuchem II wojny światowej w Seminarium Duchownym we Włocławku pracowało 15 księży profesorów oraz kształciło się 120 alumnów. 7 października 1939 r. Niemcy aresztowali wszystkich profesorów i 22 alumnów, którzy nie zważając na niebezpieczeństwa rozpoczęli normalne studia seminaryjne. Aresztowani byli najpierw przetrzymywani w Lądzie, a potem zostali wywiezieni do obozu koncentracyjnego w Dachau, gdzie większość z nich poniosła śmierć męczeńską. Po wojnie seminarium rozpoczęło zajęcia 4 kwietnia 1945 r. na plebanii w Lubrańcu. Jego organizacją zajął się ks. Stefan Wyszyński późniejszy prymas Polski. W maju 1945 r. przeniesiono je do Włocławka. Do 1959 r. nauka trwała 5 lat, a w 1960 r. przedłużono ją do 6 lat. Od 2004 r. działa w ramach Wydziału Teologicznego Uniwersytetu Mikołaja Kopernika w Toruniu. Rok akademicki 2011/2012 był 443. w historii włocławskiego seminarium. Decyzją biskupa włocławskiego Krzysztofa Wętkowskiego z dnia 14 października 2021 seminarium nosi imię Bł. Kardynała Stefana Wyszyńskiego

## Rektorzy w XX i XXI wieku
- ks. Zenon Chodyński (1873–1887)[4]
- ks. Stanisław Chodyński (1887–1908)
- ks. Idzi Radziszewski (1908–1914)
- ks. Władysław Krynicki (1914–1918)
- ks. Antoni Borowski (1918–1925)
- ks. Piotr Czapla (1925–1928)
- bł. ks. Henryk Kaczorowski (1928–1939)
- ks. Franciszek Korszyński (1939–1945)
- ks. Stefan Wyszyński (1945–1946)
- ks. Franciszek Korszyński (1946–1948)
- ks. Bolesław Kunka (1948–1952)
- ks. Leon Andrzejewski (1952–1965)
- ks. Leon Dębowski (1965–1974)
- ks. Franciszek Jóźwiak (1974–1983)
- ks. Marian Gołębiewski (1983–1992)
- ks. Wojciech Hanc (1992–2001)
- ks. Zdzisław Pawlak (2001–2004)
- ks. Jacek Szymański (2004 –2021)
- ks. Ireneusz Świątek (od 2021[5])

## Znani alumni
- ks. prof. dr Stanisław Chodyński
- ks. prof. dr hab. Idzi Benedykt Radziszewski
- bp Wojciech Owczarek
- ks. prof. dr hab. Józef Kruszyński
- ks. prof. dr hab. Antoni Szymański
- błogosławiony ks. Wincenty Matuszewski
- błogosławiony ks. Józef Kurzawa
- błogosławiony ks. prof. dr Henryk Kaczorowski
- błogosławiony ks. Leon Nowakowski
- błogosławiony alumn Tadeusz Dulny
- błogosławiony alumn Bronisław Kostkowski
- bp dr Franciszek Korszyński
- ks. prof. dr hab. Józef Iwanicki
- kard. dr Stefan Wyszyński
- ks. prof. dr hab. Stefan Biskupski
- ks. dr Jan Adamecki
- ks. kan. Kacper Kobyliński
- abp prof. dr hab. Kazimierz Majdański
- bp Czesław Lewandowski
- ks. Eugeniusz Makulski
- ks. archimandryta Roman Piętka
- ks. Adam Boniecki
- bp dr Roman Andrzejewski
- ks. prof. dr hab. Jerzy Bagrowicz
- bp dr Stanisław Gębicki
- abp prof. dr hab. Marian Gołębiewski
- ks. dr hab. Zdzisław Pawlak
- ks. dr hab. Wojciech Hanc
- ks. dr hab. Wojciech Frątczak
- ks. prof. dr hab. Jan Przybyłowski
- ks. dr hab. Tomasz Kaczmarek
- ks. prof. dr hab. Krzysztof Konecki
- prof. dr hab. Krzysztof Pilarczyk
- bp dr Władysław Blin
- o. prof. dr hab. Bazyli Degórski
- ks. prof. dr hab. Zdzisław Pawłowski
- ks. prof. dr hab. Jerzy Pałucki
- ks. prof. dr hab. Henryk Insadowski
- ks. Szczęsny Starkiewicz